# Dasyphyllum popayanense
Dasyphyllum popayanense là một loài thực vật có hoa trong họ Cúc. Loài này được (Hieron.) Cabrera mô tả khoa học đầu tiên năm 1959.